# 何清成
何清成（1958年—），四川蓬溪人。中国人民解放军中将。

## 生平
参军后长期服役于兰州军区，戍边新疆期间曾历任科长、新疆军区第十七团团长、第六十一高原应急摩步师副师长、南疆军区第六机械化步兵师师长。2006年，任陆军第二十一集团军参谋长。2007年，任陆军第二十一集团军军长。2008年汶川大地震时与政委刘雷一道担任抗震救灾领导小组组长。2012年12月，任兰州军区参谋长。2016年2月，任新成立的中国人民解放军西部战区副司令员。
2014年7月，晋升中国人民解放军中将军衔。